# Hans Wachtmeister (1874–1950)
Hans Gotthard Wachtmeister, född 5 april 1874 i Härslövs socken, Malmöhus län, död 22 oktober 1950 i Slottsstadens församling, Malmö, var en svensk greve och ingenjör. Han var son till landshövding Gotthard Wachtmeister (1834–1920).
Wachtmeister var 1895–1899 elev vid Chalmers tekniska läroanstalts högre avdelning. Han blev ingenjör vid Sala-Gysinge-Gävle järnvägsbyggnad 1899, byråingenjör vid Falun-Västerdalarnes Järnväg 1900, var avdelningsingenjör där 1902–1903, avdelningsingenjör vid Kävlinge-Sjöbo järnvägsbyggnad 1903–1904. År 1905 blev han ingenjör vid The Rapid Transit Subway Construction Company i New York och var 1914–1916 avdelningschef vid Ostkustbanans AB, blev 1916 byråingenjör vid Malmö hamnförvaltning, 1918 arbetschef där och var 1928–1940 hamnöveringenjör där. Wachtmeister är begravd på Fosie kyrkogård.